# Anekdote
 For alternative betydninger, se Anekdotisk evidens.
En anekdote er en kort, ofte morsom fortælling, der som regel fremhæver en bestemt pointe. Anekdoten handler oftest om en historisk person. En anekdote er forskellig fra en vittighed, fordi dens formål ikke alene er at fremkalde latter, men at også at pege hen på en pointe, der er mere almengyldig end anekdoten selv.
Ordet anekdote (på græsk: anekdoton (ἀνέκδοτον), ”ikke offentliggjort", egentlig ”ikke givet ud”) betød oprindelig noget, der ikke er offentliggjort, og som bliver overleveret mundtligt. Udtrykket stammer fra den østromerske historieskriver Procopius (ca. 500 – efter 565), der skrev om den østromerske kejser Justinian 1. (483-565). Han udgav en bog med titlen “Anekdoter” (Ἀνέκδοτα), undertiden oversat som “Hemmelig historie”, der handler om de hemmelige historier og intriger i kejserens private liv. Bogen blev ikke udgivet i Procopius´ samtid - først i 1623.
Anekdoter kan både omhandle virkelige og opdigtede hændelser. De bliver dog præsenteret som om de omhandler en virkelig hændelse med faktisk eksisterende personer, og som regel på et identificerbart sted.
Et eksempel på en anekdote er følgende: Verdenserobreren Alexander den Store mødte engang den kyniske filosof Diogenes, der levede et enkelt, nøjsomt liv og boede i en tønde. Alexander spurgte ham: 'Har du et ønske, som jeg kan opfylde?' Diogenes svarede: 'Ja. Flyt dig lidt, så solen kan skinne på mig.'  
Denne anekdote findes i mange versioner. De fleste versioner bygger på Plutarchs (ca. 45 - 120 e.Kr.) beretning, men den historiske sandhed er meget tvivlsom. Det er usandsynligt, at Alexander og Diogenes nogensinde har mødt hinanden. 
Anekdoten illustrerer forskellen mellem verdenserobreren, der er fuldt bevidst om sin magt, rigdom og ære, og den kyniske filosof, der kun har foragt til overs for disse værdier, og som lægger vægt på de enkle værdier. Dermed har den en pointe, der peger ud over anekdoten selv, og som er uafhængig af, om den er historisk sand.
Anekdoten er altså sikkert uhistorisk. Andre anekdoter kan dog godt have en historisk kerne.